# Stichophthalma howqua
Stichophthalma howqua är en fjärilsart som beskrevs av John Obadiah Westwood 1851. Stichophthalma howqua ingår i släktet Stichophthalma och familjen praktfjärilar. Inga underarter finns listade i Catalogue of Life.

## Bildgalleri

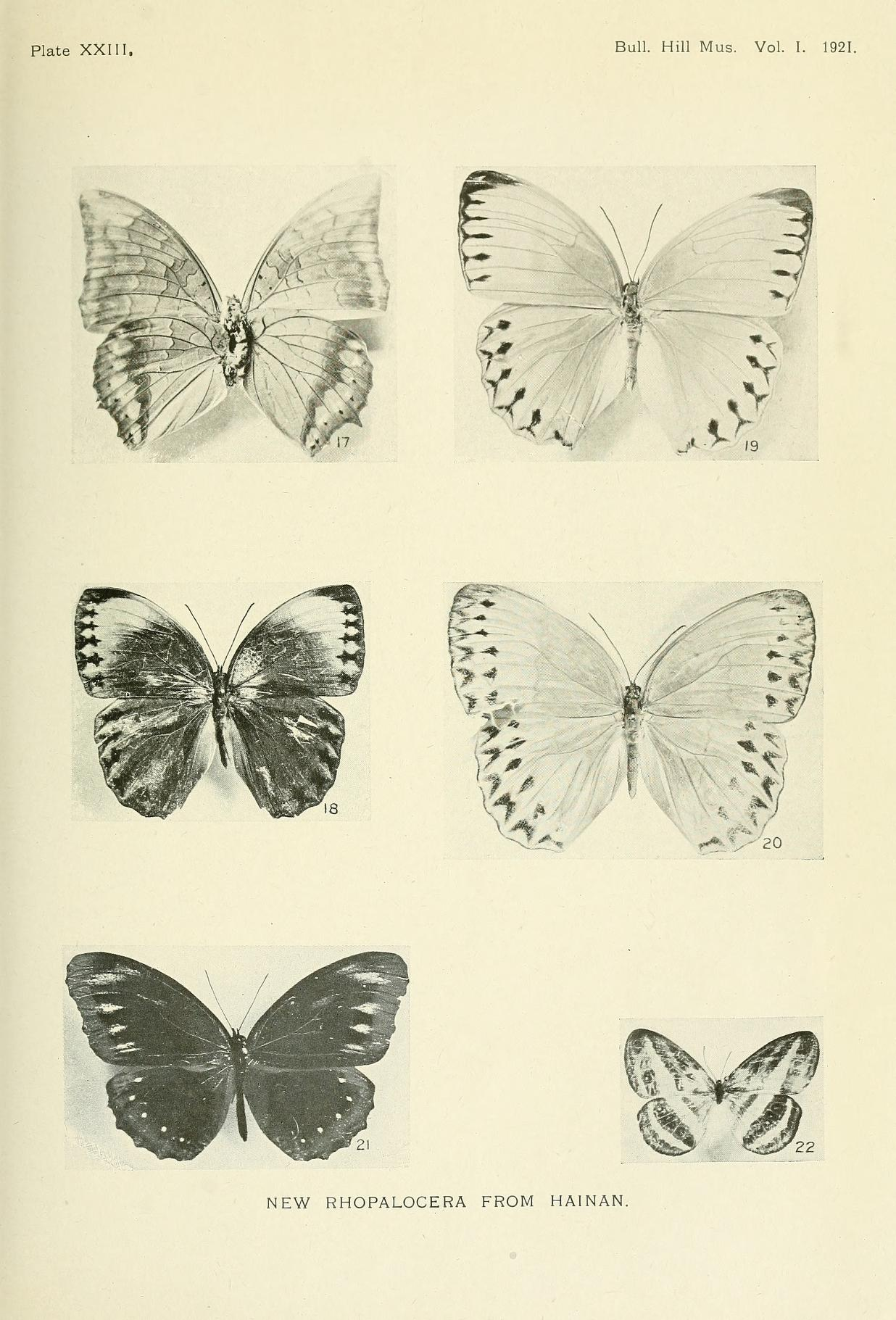